# Ravensara
Ne doit pas être confondu avec Ravintsare.
Genre

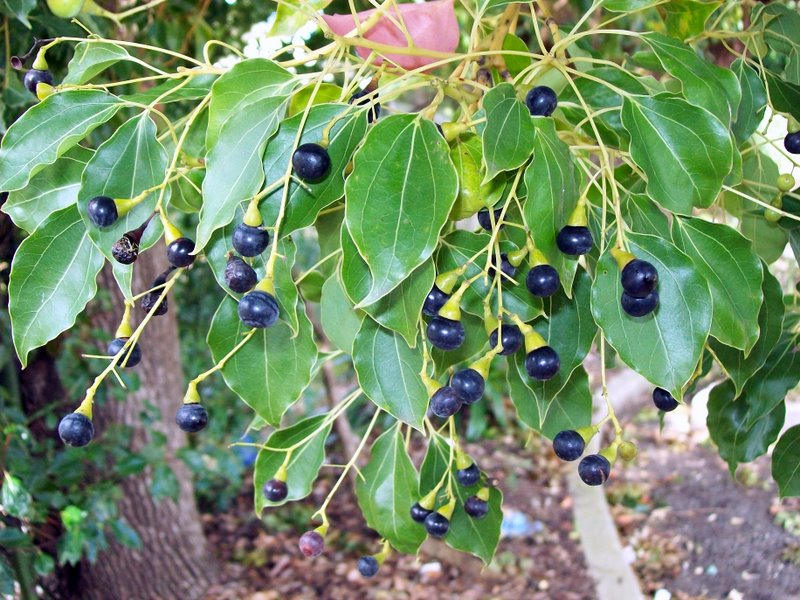
Cinnamomum camphora en fruit.

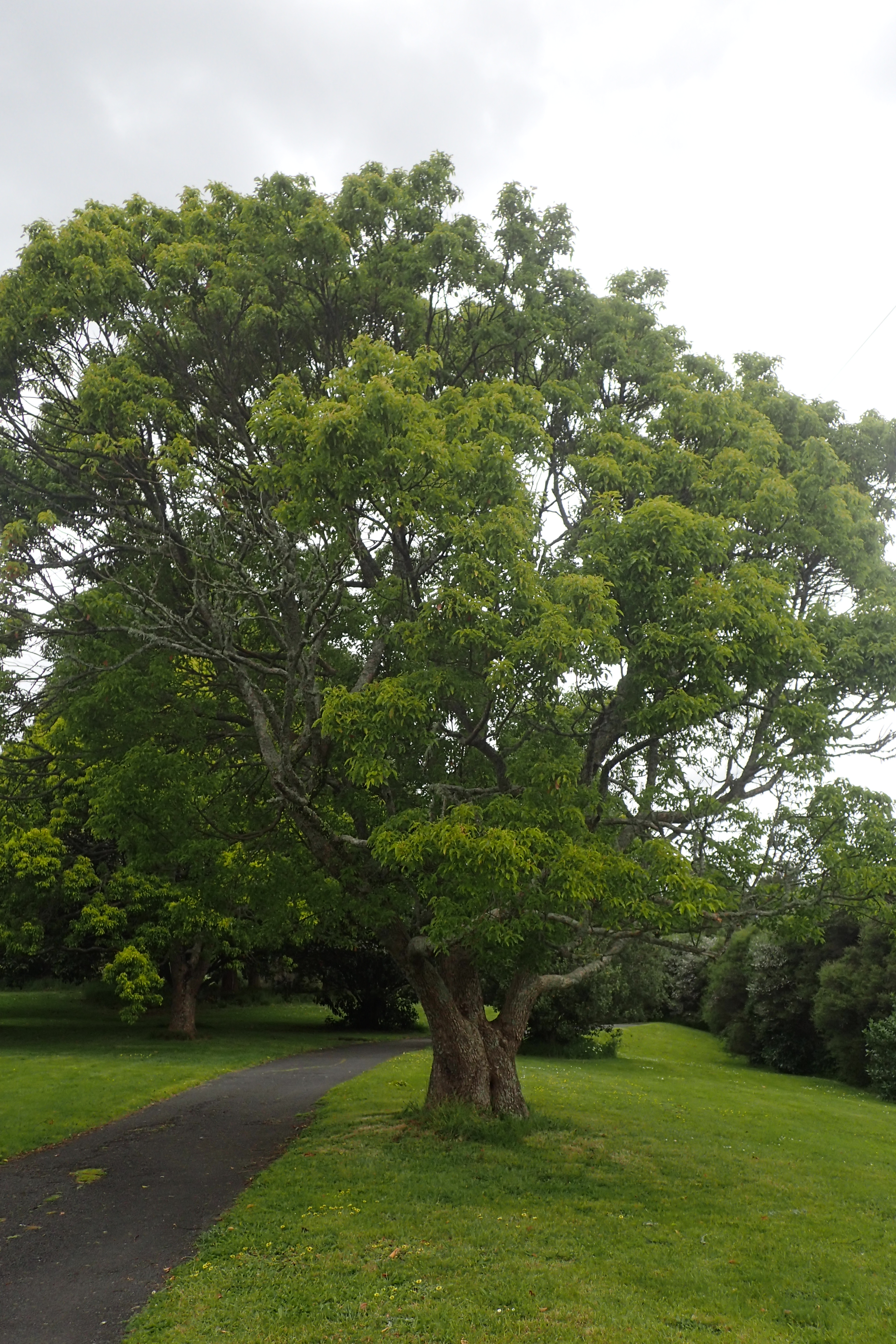
grand arbre de Cinnamomum camphora.

Ravensara est un genre de plantes à fleurs de la famille des lauriers (Lauraceae). Le genre est composé d'espèces d'arbres et d'arbustes originaires de Madagascar (régions du centre et de l'est) qui produisent des huiles essentielles à partir de leurs écorces, de leurs feuilles ou de leurs fruits. Au début du XXIe siècle, les botanistes classent de préférence ces plantes dans le genre Cryptocarya R. Br..
L'espèce de Ravensara la plus connue est Ravensara aromatica Sonn. (synonyme de Cryptocarya agathophylla van der Werff.), dont l'huile essentielle extraite des feuilles est utilisée pour ses propriétés médicinales. À Madagascar cet arbre est appelé communément « Hazomanitra » (arbre qui sent) et on désigne son écorce utilisée dans des rituels sous le nom de « Havozo ».
Il ne faut pas confondre l'huile essentielle obtenue à partir du Ravensare aromatique (Ravensara aromatica), du genre Ravensara, avec le ravintsare produit par le Camphrier (Cinnamomum camphora), un arbre d'origine asiatique acclimaté à Madagascar.

## Liste d'espèces
Selon The Plant List (8 septembre 2015) :
- Ravensara acutifolia Kosterm.
- Ravensara affinis Kosterm.
- Ravensara areolata Kosterm.
- Ravensara coriacea Kosterm.
- Ravensara elliptica Kosterm.
- Ravensara flavescens Kosterm.
- Ravensara floribunda Baill.
- Ravensara impressa Kosterm.
- Ravensara laevis Kosterm.
- Ravensara lastellei Baill.
- Ravensara macrophylla Kosterm.
- Ravensara montana Kosterm.
- Ravensara oblonga Kosterm.
- Ravensara pauciflora (Baker) Kosterm.
- Ravensara perareolata Kosterm.
- Ravensara perrieri Dubard & Dop
- Ravensara polyneura Kosterm.

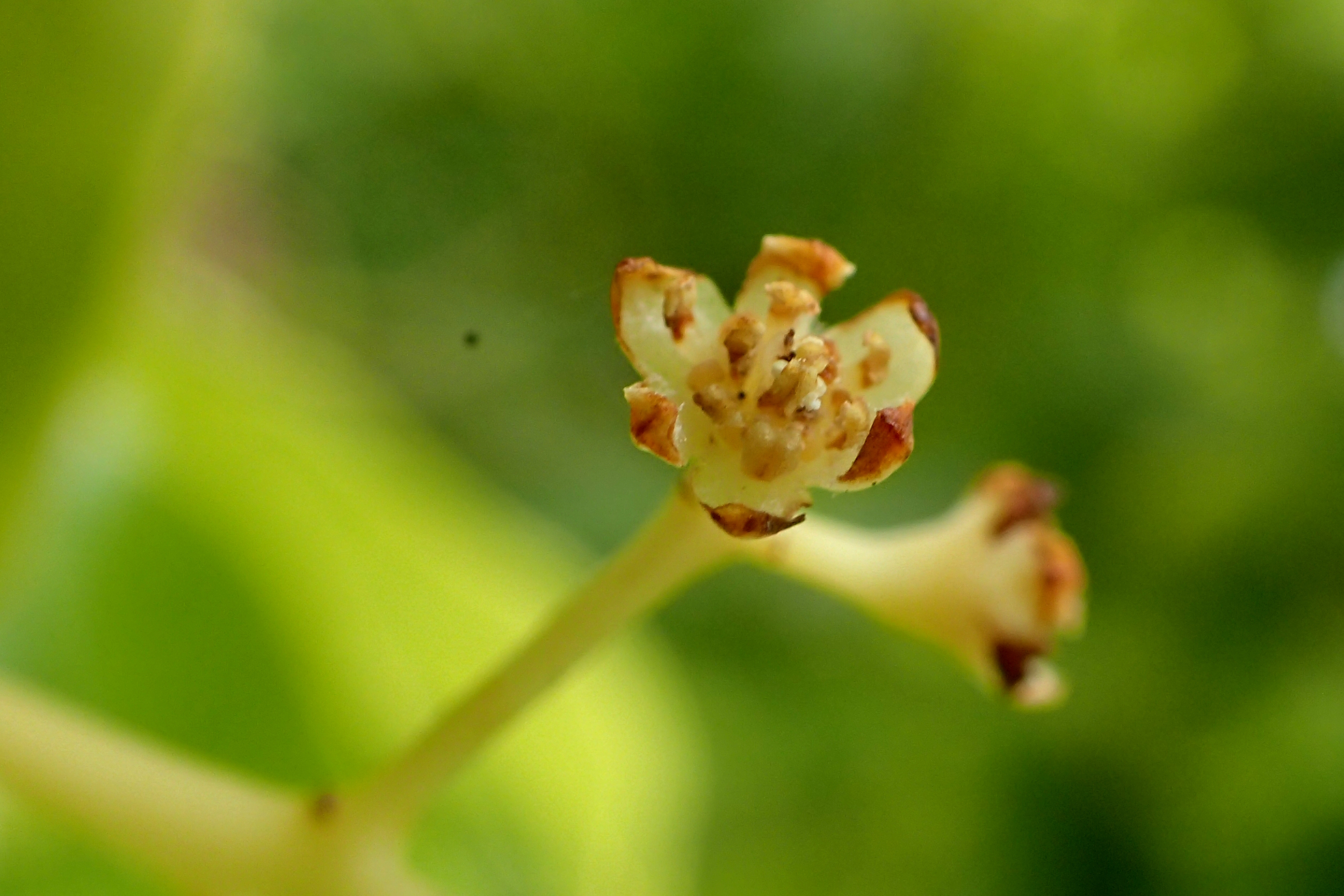
fleur de Cinnamomum camphora.

Selon Tropicos (8 septembre 2015) (Attention liste brute contenant possiblement des synonymes) :
- Ravensara acuminata (Willd. ex Meisn.) Baill.
- Ravensara acutifolia Kosterm.
- Ravensara affinis Kosterm.
- Ravensara anisata Danguy
- Ravensara areolata Kosterm.
- Ravensara aromatica Sonn.
- Ravensara bullata Kosterm.
- Ravensara coriacea Kosterm.
- Ravensara crassifolia (Baker) Danguy
- Ravensara cryptocaryoides Danguy
- Ravensara dealbata (Baker) Kosterm.
- Ravensara elliptica Kosterm.
- Ravensara ferruginea Danguy
- Ravensara flavescens Kosterm.
- Ravensara floribunda Baill.
- Ravensara gracilis Kosterm.
- Ravensara impressa Kosterm.
- Ravensara laevis Kosterm.
- Ravensara lastellei Baill.
- Ravensara lastellii Danguy
- Ravensara latifolia Danguy
- Ravensara lucida Kosterm.
- Ravensara macrophylla Kosterm.
- Ravensara montana Kosterm.
- Ravensara myristicoides (Baker) Kosterm.
- Ravensara oblonga Kosterm.
- Ravensara ovalifolia Danguy
- Ravensara parvifolia Scott-Elliot
- Ravensara pauciflora (Baker) Kosterm.
- Ravensara perareolata Kosterm.
- Ravensara perrieri Dubard & Dop
- Ravensara pervillei (Baill.) Kosterm.
- Ravensara polyneura Kosterm.
- Ravensara retusa (Willd. ex Nees) Baill.
- Ravensara subtriplinervia Kosterm.
- Ravensara tapak Baill.
- Ravensara thouvenotii Danguy